# Mercan'Tour Classic Alpes-Maritimes 2024
De vierde editie van de wielerwedstrijd Mercan'Tour Classic Alpes-Maritimes vond plaats op 29 mei 2024. De wedstrijd startte in Puget-Théniers en finishte 168,2 kilometer later in Valberg. De wedstrijd maakte deel uit van de UCI Europe Tour, met de categorie 1.1, en de Coupe de France. De 20-jarige Fransman Lenny Martinez won de wedstrijd na in de finale weg te zijn gereden bij zijn landgenoot Clément Berthet.

## Uitslag
| Plaats  | Naam               | Ploeg                      | Tijd     |
| ------- | ------------------ | -------------------------- | -------- |
| Winnaar | Lenny Martinez     | Groupama-FDJ               | 4u49'28" |
| 2       | Clément Berthet    | Decathlon AG2R La Mondiale | + 10"    |
| 3       | Harm Vanhoucke     | Lotto Dstny                | + 15"    |
| 4       | Iván Sosa          | Movistar                   | z.t.     |
| 5       | Gregor Mühlberger  | Movistar                   | + 28"    |
| 6       | Guillaume Martin   | Cofidis                    | + 30"    |
| 7       | George Bennett     | Israel-Premier Tech        | + 31"    |
| 8       | José Manuel Díaz   | Burgos-BH                  | + 38"    |
| 9       | Lukas Nerurkar     | EF Education-EasyPost      | + 1'01"  |
| 10      | Matthew Riccitello | Israel-Premier Tech        | + 1'03"  |
| 11      | Archie Ryan        | EF Education-EasyPost      | + 2'31"  |
| 12      | Nicolas Prodhomme  | Decathlon AG2R La Mondiale | + 3'01"  |
| 13      | Sergio Samitier    | Movistar                   | + 3'13"  |
| 14      | Harold Tejada      | Astana Qazaqstan           | + 3'16"  |
| 15      | Davide Formolo     | Movistar                   | z.t.     |
| 16      | Darren Rafferty    | EF Education-EasyPost      | z.t.     |
| 17      | José Félix Parra   | Kern Pharma                | z.t.     |
| 18      | David Gaudu        | Groupama-FDJ               | + 4'57"  |
| 19      | Nans Peters        | Decathlon AG2R La Mondiale | + 5'52"  |
| 20      | Killian Verschuren | Decathlon AG2R La Mondiale | + 6'01"  |

2021 · 2022 · 2023 · 2024